# George Coyne
George V. Coyne SJ (ur. 19 stycznia 1933 w Baltimore, zm. 11 lutego 2020 w Syracuse) – amerykański duchowny katolicki (jezuita), astrofizyk, długoletni dyrektor Watykańskiego Obserwatorium Astronomicznego (1978–2006). 
Założyciel grupy badawczej VORG przy Steward Observatory na Uniwersytecie Arizony w Tucson (Arizona), przewodniczący Vatican Observatory Foundation (VOF) oraz Society of Friends of the Vatican Observatory, członek Papieskiej Akademii Nauk i wielu towarzystw naukowych na świecie, członek Komisji do Sprawy Galileusza.
G.V. Coyne był m.in. profesorem na Wydziale Astronomii Uniwersytetu Arizony w Tucson, dyrektorem Catalina Observatory, zastępcą dyrektora University of Arizona Observatoires oraz Lunar and Planetary Laboratory.

## Życiorys
G.V. Coyne studiował matematykę na Fordham University (Nowy Jork); tam też studiował filozofię, zaś teologię – w Woodstock College (Maryland). Kolejne studia – z astronomii – zwieńczył w 1962 doktoratem w Georgetown University. Prowadził badania w Harvard University, wykładał na University of Scranton.
Został wyświęcony na kapłana w zakonie jezuitów (1965), gdzie otrzymał misję do pracy naukowej.
Pragnąc zostać astronautą, przeszedł pełen trening w Programie Apollo, nie poleciał jednak na Księżyc.
Jako członek Komisji do Sprawy Galileusza, która powstała jako odpowiedź na wezwanie papieża Jana Pawła II ogłoszone w setną rocznicę urodzin Alberta Einsteina (1979), G.V. Coyne rozpoczął serię publikacji znanych jako Studi Galileiani, dotyczących tzw. przypadku Galileusza.
Od 1987, kiedy odbyło się w Krakowie sympozjum z racji jubileuszu 300-lecia wydania Philosophie Naturalis Principia Mathematica Izaaka Newtona, G.V. Coyne organizował kolejne konferencje związane z relacjami nauka-wiara.
W 1988 Jan Paweł II wystosował Posłanie do Wielebnego Ojca George’a V. Coyne’a SJ, Dyrektora Obserwatorium Watykańskiego, będące swego rodzaju dokumentem Kościoła katolickiego dotyczącym dialogu nauka-wiara.
Ośrodek Badań Interdyscyplinarnych w Krakowie prowadził szereg wykładów zatytułowanych Wykłady Coyne’a. 

## Dziedziny pracy naukowej
- Badania astronomiczne
  - Rozwój metody polarymetrii w badaniu gwiazd
  - Badania powierzchni Księżyca
  - Obserwacje gwiazd zmiennych
  - Analiza dysków akrecyjnych
  - Poszukiwania dysków protoplanetarnych
- Badania nad historią nauki (szczególnie sprawa Galileusza)
- Filozofia nauki
- Dialog pomiędzy teologią a naukami

## Nagrody i wyróżnienia
G.V. Coyne był doktorem honoris causa, m.in.:
- Papieskiej Akademii Teologicznej w Krakowie
- St. Peter’s University w Jersey
- Loyola University w Chicago
- Uniwersytetu w Padwie

Dedykowano mu planetoidę (14429) Coyne (1991 XC).

## Dzieła

### Wybrane prace z dziedziny nauka-wiara
- Newton and the New Direction in Science. Proceedings of the Cracow Conference, 25–28 May 1987, (eds.) G.V. Coyne, M. Heller, J. Życiński, Specola Vaticana, Citta' del Vaticano 1988.
- Physics, Phylosophy and Theology – A Common Quest for Understanding, (eds.) R.J. Russell, W.R. Stoeger, G.V. Coyne, Vatican Observatory, Vatican City State 1988.
- Quantum Cosmology and the Lawe of Nature, (eds.) R.J. Russell, N. Murphy, C.J. Isham, Vatican Observatory Publications, Vatican City State; The Center for Theology and the Natural Sciences, Berkeley 1993.
- Chaos and Complexity, (eds.) R.J. Russell, N. Murphy, A. Peacocke, Vatican Observatory Publications, Vatican City State; The Center for Theology and the Natural Sciences, Berkeley 1995.

### Wybrane prace z dziedziny astronomii
| Autor | Tytuł | Czasopismo/Książka | Rok wydania |
| --- | --- | --- | ----------- |
| COYNE G.V. and GEHRELS T. | Wavelength dependence of polarization. VIII. Interstellar polarization.                                                                   | Astron. J., 71, 355–363 | 1966        |
| COYNE G.V. and GEHRELS T. | Wavelength dependence of polarization. X. Interstellar polarization.                                                                      | Astron. J., 72, 887–898 | 1967        |
| COYNE G.V. and KRUSZEWSKI A. | Wavelength dependence of polarization. XI. Mu Cephei.                                                                                     | Astron. J., 73, 20-25 | 1968        |
| COYNE G.V. and KRUSZEWSKI A. | Wavelength dependence of polarization. XVII. Be-type stars.                                                                               | Astron. J., 74, 528–532 | 1969        |
| COYNE G.V. and WICKRAMASINGHE N.C. | Wavelength dependence of polarization. XVIII. Interstellar polarization and composite interstellar particles.                             | Astron. J., 74, 1179–1190 | 1969        |
| COYNE G.V. | Mass exchange in beta Lyrae. | Astrophys. J., 161, 1011–1014 | 1970        |
| CAPPS R.W., COYNE G.V. and DYCK H.M. | A model for the observed polarized flux for zeta Tauri.                                                                                   | Astrophys. J., 184, 173–179 | 1973        |
| COYNE G.V. and SHAWL S.J. | Polarimetry of R Coronae Borealis at visual light minimum.                                                                                | Astrophys. J., 186, 961–966 | 1973        |
| COYNE G.V. | Wavelength dependence of polarization. XXV. Rotation of the position angle by the interstellar medium.                                    | Astron. J., 79, 565–580 | 1974        |
| COYNE G.V., GEHRELS T. and SERKOWSKI K. | Wavelength dependence of polarization. XXVI. The wavelength of maximum polarization as a characteristic parameter of interstellar grains. | Astron. J., 79, 581–589 | 1974        |
| COYNE G.V. | Polarimetric observations of R Coronae Borealis stars.                                                                                    | IAU Inform. Bull. Var. Stars, 914, 1–2 | 1974        |
| GEORGE V. and COYNE G.V. | Polarimetry in the emission lines of shell stars.                                                                                         | Mon. Not. R. Astron. Soc., 169, part no 16, 7–11                                                                                                | 1974        |
| COYNE G.V. | Intrinsic polarization of faint members of the Pleiades.                                                                                  | Mem. Soc. Astron. Ital., 45, 445–455 | 1974        |
| COYNE G.V., LEE T.A. and DE GRAEVE E. | A survey for H alpha emission objects in the Milky Way.                                                                                   | Vatican Obs. Publ., 1, 181–195 | 1974        |
| COYNE G.V. | Wavelength dependence of polarization. XXX. Intrinsic polarization in phi Persei.                                                         | Astron. J., 80, 702–710 | 1975        |
| COHEN M., ANDERSON C.M., COWLEY A., COYNE G.V., FAWLEY W., GULL T.R., HARLAN E.A., HERBIG G.H., HOLDEN F., HUDSON H.S., JAKOUBEK R.O., JOHNSON H.M., MERRILL K.M., SCHIFFER F.H., SOIFER B.T. and ZUCKERMAN B. | The peculiar object HD 44179 („The Red Rectangle”).                                                                                       | Astrophys. J., 196, 179–189 | 1975        |
| COYNE G.V., WISNIEWSKI W. and CORBALLY C. | A survey for H alpha emission objects in the Milky Way. II Cygnus.                                                                        | Vatican Obs. Publ., 1, 197–212 | 1975        |
| COYNE G.V. | Polarization in the emission lines of Be stars.                                                                                           | Astron. Astrophys., 49, 89–96 | 1976        |
| KRUSZEWSKI A. and COYNE G.V. | Wavelength dependence of polarization. XXXI. Cool stars.                                                                                  | Astron. J., 81, 641–649 | 1976        |
| COYNE G.V. and VRBA F.J. | Polarization from a dust ring surrounding the peculiar Be star HD 45677.                                                                  | Astrophys. J., 207, 790–798 | 1976        |
| WISNIEWSKI W. and COYNE G.V. | A Survey for H alf emission objects in the Milky Way. III. Cyg.                                                                           | Vatican Obs. Publ., 1, 225–236 | 1976        |
| WISNIEWSKI W. and COYNE G.V. | A Survey for H-alpha emission objects in the Milky Way. IV. Cyg.                                                                          | Vatican Obs. Publ., 1, 245–256 | 1976        |
| COYNE G.V. and MAGALHAES A.M. | Wavelength dependence of polarization. XXXII. Narrow-band polarization effects in cool stars.                                             | Astron. J., 82, 908–915 | 1977        |
| McLEAN I.S. and COYNE G.V. | Spectropolarimetry of omicron Ceti (Mira): discovery of polarized Balmer emission.                                                        | Astrophys. J., 226, L145–L148 | 1978        |
| COYNE G.V., WISNIEWSKI W. and OTTEN L.B. | A survey for Half emission objects in the Milky Way. V. Perseus.                                                                          | Vatican Obs. Publ., 1, 257–265 | 1978        |
| COYNE G.V., TAPIA S. and VRBA F.J. | Wavelength dependence of polarization. XXXIII. The alpha Persei star cluster.                                                             | Astron. J., 84, 356–369 | 1979        |
| COYNE G.V. and MAGALHAES A.M. | Wavelength dependence of polarization. XXXVI. Changes in polarization across TiO bands in cool stars.                                     | Astron. J., 84, 1200–1210 | 1979        |
| McLEAN I.S., COYNE G.V., FRECKER J.E. and SERKOWSKI K. | High-resolution polarization structure of hbet in Be shell stars measured with a new digicon spectropolarimeter.                          | Astrophys. J., 228, 802–808 | 1979        |
| McLEAN I.S., COYNE G.V., FRECKER J.E. and SERKOWSKI K. | Detection of polarization structure across the emission lines of the Wolf-Rayet star HD 50896.                                            | Astrophys. J., 231, L141–L145 | 1979        |
| TOMASZEWSKI L., LANDSTREET J.D., McLEAN I.S. and COYNE G.V. | Spectropolarimetry of omicron Ceti around the 1978 maximum.                                                                               | Astrophys. J., 238, 935–940 | 1980        |
| VRBA F.J., COYNE G.V. and TAPIA S. | Observations of grain and magnetic field properties of the R Coronae Australis dark cloud.                                                | Astrophys. J., 243, 489–511 | 1981        |
| MacCONNELL D.J. and COYNE G.V. | A survey for H-alpha emission objects in the Milky Way. VI. Revised catalogue of part I–V.                                                | Vatican Obs. Publ., 2, 63–72 | 1983        |
| COYNE G.V. and MacCONNELL D.J. | A survey for H-alpha emission objects in the Milky Way. VII. Final zones.                                                                 | Vatican Obs. Publ., 2, 73 | 1983        |
| WHITE R.E., SHAWL S.J. and COYNE G.V. | Discovery of intrinsic polarization in the apparent light of globular cluster red giant stars.                                            | Astron. J., 89, 480–486 | 1984        |
| ASPIN C., McLEAN I.S. and COYNE G.V. | CCD observations of bipolar nebulae. III. R Mon/NGC 2261.                                                                                 | Astron. Astrophys., 149, 158–166 | 1985        |
| MAGALHAES A.M., COYNE G.V., CODINA-LANDABERRY S.J. and GNEIDING C. | Polarimetric evidence for an evolving circumstellar cloud in L2 Puppis.                                                                   | Astron. Astrophys., 154, 1–7 | 1986        |
| BOYLE R.P., ASPIN C., COYNE G.V. and McLEAN I.S. | CCD spectropolarimetry of a sample of cool variable stars.                                                                                | Astron. Astrophys., 164, 310–320 | 1986        |
| MAGALHAES A.M., COYNE G.V. and BENEDETTI E.K. | Time-dependent spectropolarimetry of the red variable V CVn.                                                                              | Astron. J., 91, 919–924 | 1986        |
| PIIROLA V., REIZ A. and COYNE G.V. | Five-colour (UBVRI) polarimetry of H 0139-68 = BL Hydri.                                                                                  | Astron. Astrophys., 185, 189–195 | 1987        |
| PIIROLA V., REIZ A. and COYNE G.V. | Simultaneous five-colour (UBVRI) polarimetry of EF Eri.                                                                                   | Astron. Astrophys., 186, 120–128 | 1987        |
| PIIROLA V., REIZ A. and COYNE G.V. | Simultaneous five color (UBVRI) polarimetry of EF Eri.                                                                                    | Astrophys. Space Sci., 130, 197–201 | 1987        |
| PIIROLA V., REIZ A. and COYNE G.V. | Simultaneous five color (UBVRI) polarimetry of VV Puppis.                                                                                 | Astrophys. Space Sci., 130, 203 | 1987        |
| MAGALHAES A.M. and COYNE G.V. | The circumstellar environment of L2 Puppis.                                                                                               | 122nd Symposium of the IAU held in Heidelberg, F.R.G., June 23–27, 1986 Ed. by I. Appenzeller and C. Jordan. Circumstellar matter, 122, 555–556 | 1987        |
| COYNE G.V., PIIROLA V. and REIZ A. | Simultaneous multicolor polarimetry of cataclysmic variables.                                                                             | Bull. American Astron. Soc., 20, 1098 | 1988        |
| PIIROLA V., COYNE G.V. and REIZ A. | Simultaneous UBVRI polarimetry of VV Puppis during an active phase.                                                                       | Astron. Astrophys., 235, 245–254 | 1990        |
| MINNITI D., COYNE G.V. and TAPIA S. | Interstellar polarization in the field of the globular cluster M 22.                                                                      | Astron. Astrophys., 236, 371–377 | 1990        |
| PIIROLA V., COYNE G.V. and REIZ A. | Multicolour photopolarimetry of magnetic cataclysmic variables.                                                                           | Astrophys. Space Sci., 169, 133 | 1990        |
| VRBA F.J., COYNE G.V. and TAPIA S. | Grain properties in the rho Ophiuchi dark cloud.                                                                                          | Bull. American Astron. Soc., 23, 1369 | 1991        |
| MINNITI D., COYNE G.V. and CLARIA J.J. | Linear polarization of stars in seven metal-poor globular clusters.                                                                       | Astron. J., 103, 871–890 | 1992        |
| PIIROLA V., SCALTRITI F. and COYNE G.V. | Circumstellar disks deduced from sub-arcsecond polarization observations of two young stars.                                              | Nature, 359, 399 | 1992        |
| SCALTRITI F., PIIROLA V., COYNE G.V., KOCH R.H., ELIAS N.M. and HOLENSTEIN B.D. | UBVRI linear and circular polarization of RS CVn type binaries.                                                                           | Astron. Astrophys., Suppl. Ser., 102, 343–360                                                                                                   | 1993        |
| VRBA F.J., COYNE G.V. and TAPIA S. | An investigation of grain properties in the Rho Ophiuchi dark cloud.                                                                      | Astron. J., 105, 1010–1026 | 1993        |
| PIIROLA V., HAKALA P. and COYNE G.V. | The discovery of variable polarization over the 13.9 minute spin period of the intermediate polar RE 0751+14.                             | Astrophys. J., 410, L107–L110 | 1993        |
| PIIROLA V., COYNE G.V., TAKALO S.J., TAKALO L., LARSSON S. and VILHU | UBVRI polarimetry of AM Herculis-type binaries. V. The asynchronous (?) polar BY Camelopardalis (H0538+608).                              | Astron. Astrophys., 283, 163–174 | 1994        |
| RODRIGUES C.V., COYNE G.V. and MAGALHAES A.M. | Dust in the SMC: dust models from interstellar polarization and extinction data.                                                          | Bull. American Astron. Soc., 26, 1391–1392 | 1994        |
| RODRIGUES C.V., MAGALHAES A.M., COYNE G.V. and PIIROLA V. | Dust in the Small Magellanic Cloud: interstellar polarization and extinction.                                                             | Astrophys. J., 485, 618–637 | 1997        |
| PIIROLA V., BERDYUGIN A., MIKKOLA S. and COYNE G.V. | Polarimetric study of the massive interacting binary W Serpentis: discovery of high-latitude scattering spot/jet.                         | Astrophys. J., 632, 576–589 | 2005        |
| PIIROLA V., BERDYUGIN A., COYNE G.V., EFIMOV Y.S. and SHAKHOVSKOY N.M. | UBVRI polarimetry of the massive interacting binary SX Cassiopeiae: modeling the electron-scattering circumstellar envelope.              | Astron. Astrophys., 454, 277–286 | 2006        |

### Literatura dodatkowa
- Jan Paweł II, Message of His Holiness Pope John Paul II: To the Reverend George V. Coyne, S.J. Director of the Vatican Observatory, Vatican 1 June, 1988.
- A. Fantoli, Galileo – for Copernicanism and for the Church, Vatican Observatory Publications, Vatican City State 19962.